# Quid Pro Quo (film)
Quid Pro Quo (2008) är en film skriven och regisserad av Carlos Brooks. I filmen medverkar bland andra Nick Stahl, Vera Farmiga, Pablo Schreiber och Kate Burton. Filmen visades för första gången på 2008 års Sundance filmfestival och hade premiär 13 juni 2008.
Handlingen är om en radiojournalist som skickas för att undersöka ett reportageuppslag, vilket leder honom till en märklig subkultur och en resa i självutvecklande.

## Rollista i urval
| Nick Stahl      | – Isaac Knott |
| Vera Farmiga    | – Fiona       |
| Pablo Schreiber | – Brooster    |
| Kate Burton     | – Merilee     |
| Dylan Bruno     | – Scott       |
| Aimee Mullins   | – Raine       |